# Ларі Вулф
Ларі Вулф, Ларрі Вульф (англ. Larry Wolff; * 1957) — американський славіст, автор кількох наукових робіт на тему Східної Європи та Просвітництва, професор Стенфордського університету.
Доктор філософії з 1984 року.
Нині — директор Центру європейських та середземноморських досліджень, професор історії, європейських та середремноморських досліджень при Стенфордському університеті.

## Роботи
- The Vatican and Poland in the Age of the Partitions: Diplomatic and Cultural Encounters at the Warsaw Nunciature, 1988
- Postcards from the End of the World: Child Abuse in Freud's Vienna, 1989
- Винайдення Східної Європи. Мапа цивілізації у свідомості епохи Просвітництва [Архівовано 23 січня 2022 у Wayback Machine.] (Inventing Eastern Europe: The Map of Civilization on the Mind of the Enlightenment, 1994)
  - Ларі Вулф. Винайдення Східної Європи: Мапа цивілізації у свідомості епохи Просвітництва / Пер. з англ. Сергія Біленького і Тараса Цимбала. — К.: «Критика», 2009. — 592 с.
- Venice and the Slavs: The Discovery of Dalmatia in the Age of Enlightenment, 2001
- The Enlightenment and the Orthodox World: Western Perspectives on the Orthodox Church in Eastern Europe, 2001
- Ідея Галичини: історія та фантазія в політичній культурі Габсбурґів (The Idea of Galicia: History and Fantasy in Habsburg Political Culture. Stanford University Press, 2010)